# Paraptera
Paraptera là một chi bướm đêm thuộc họ Geometridae.